# Пуджанга Бару
Пуджа́нга Ба́ру (индон.  Pujangga Baru; «Новый писатель») — в индонезийской литературе группа писателей и поэтов, объединявшихся вокруг журнала «Пуджанга Бару» (выходил в 1933—1942, 1948—1953).
Сыграла большую роль в становлении современной индонезийской литературы. Основатели: Амир Хамза, Армаин Пане (секретарь редакции журнала), Сутан Такдир Алишахбана (редактор журнала). К ним в различное время примыкали Сануси Пане, Хаирил Анвар, Асрул Сани и др.
Сгруппировавшиеся вокруг журнала литераторы были носителями националистических идей различных оттенков. Они были поборниками единения страны, ратовали за экономический прогресс, за новую культуру, формирование которой, однако, понимали по-разному. Некоторые считали, что духовная культура Востока является более благоприятной почвой, чем "материалистическая культура Запада (Амир Хамза, Мохаммад Амир), другие отрицали значение традиций, выступали за активное усвоение культуры Запада (Сутан Такдир Алишахбана). Третьи (Сануси Пане) говорили о необходимости синтеза «материализма, индивидуализма и интеллектуализма» Запада с «духовным богатством, созерцательностью и чувством коллективизма» Востока. Вместе с тем первой задачей, и в этом были согласны все, оставалось обновление языка.